# Richard Webb (attore)
John Richard Webb (Bloomington, 9 settembre 1915 – Los Angeles, 10 giugno 1993) è stato un attore statunitense.

## Biografia

### Il cinema
Sugli schermi americani Webb interpretò numerosi western, fra cui Terra di conquista (1942) e Tamburi lontani (1951), girato nelle paludi delle Everglades, a fianco di Gary Cooper e Mari Aldon e con la regia di Raoul Walsh.
Fu interprete anche di diversi film noir, fra cui Le catene della colpa (1947), La notte ha mille occhi (1948), I Was a Communist for the FBI (1951) e del western Nevada Express (1952).

### Stardella televisione
Fu protagonista o guest star in diverse serie televisive. Nel 1954 interpretò il ruolo del fuorilegge John Wesley Hardin in un episodio della serie Stories of the Century con Jim Davis, sorta di antologia del genere western. L'episodio mostrava Hardin mentre uccideva, colpendoli alle spalle, due pellerossa, mentre feriva a morte uno sceriffo durante una sparatoria in un saloon, e infine veniva a sua volta ucciso a El Paso da un agente federale che si era messo sulle sue tracce.
Negli USA è maggiormente ricordato come star della serie televisiva degli anni cinquanta Le avventure di Jet Jackson, basata sul fortunato programma radiofonico Captain Midnight. Nel 1958 fu guest star in Behind Closed Doors, docudrama televisivo sulla guerra fredda, quindi apparve - fra le altre - nelle serie Border Patrol (1959), Star Trek, nell'episodio Corte marziale (1967), in cui interpretò il ruolo del tormentato capitano Ben Finney, e L'uomo da sei milioni di dollari (1974).  Quale artista televisivo il suo nome è iscritto fra quello delle celebrità della Hollywood Walk of Fame al numero 7059 dell'Hollywood Blvd.

### Attività di scrittore
Negli anni settanta, lasciato il mondo dello spettacolo, divenne scrittore e pubblicò quattro libri inerenti a fenomeni relativi alla psiche e il mondo del cinema (fra gli altri, The Laughs On Hollywood, traducibile in Le risate su Hollywood, scritto a quattro mani con Teet Carle, e These Came Back, sul tema della reincarnazione).

### Vita privata
Sposato dal 1942 con Elizabeth Sterns, da lei ebbe due figli. Dopo il divorzio si risposò con Florence Webb, da cui ebbe altri due figli.
Affetto da disturbi cronici, morì suicida nel 1993. Il suo corpo venne cremato e le ceneri affidate ai familiari.

## Filmografia

### Cinema
- I cavalieri del cielo (I Wanted Wings), regia di Mitchell Leisen (1941)
- La vedova di West Point (West Point Widow), regia di Robert Siodmak (1941)
- La porta d'oro (Hold Back the Dawn), regia di Mitchell Leisen (1941)
- I dimenticati (Sullivan's Travel), regia di Preston Sturges (1941)
- Among the Living, regia di Stuart Heisler (1941)
- Pacific Blackout, regia di Ralph Murphy (1941)
- Il segreto sulla carne (The Lady Had Plans), regia di Sidney Lanfield (1942)
- The Remarkable Andrew, regia di Stuart Heisler (1942)
- Il fuorilegge (This Gun for Hire), regia di Frank Tuttle (1942)
- Night in New Orleans, regia di William Clemens (1942)
- Terra di conquista (American Empire), regia di William C. McGann (1942)
- Eroi nell'ombra (O.S.S.), regia di Irving Pichel (1946)
- Sweet and Low, regia di Jerry Hopper (1947) - cortometraggio
- Le catene della colpa (Out of the Past), regia di Jacques Tourneur (1947)
- Midnight Serenade, regia di Alvin Ganzer (1947) - cortometraggio
- Il tempo si è fermato (The Big Clock), regia di John Farrow (1948)
- Isn't It Romantic?, regia di Norman Z. McLeod (1948)
- La notte ha mille occhi (Night Has a Thousand Eyes), regia di John Farrow (1948)
- Catalina Interlude, regia di Alvin Ganzer (1948) - cortometraggio
- My Own True Love, regia di Compton Bennett (1949)
- La maschera dei Borgia (Bride of Vengeance), regia di Mitchell Leisen (1949)
- La corte di Re Artù (A Connecticut Yankee in King Arthur's Court), regia di Tay Garnett (1949)
- Iwo Jima, deserto di fuoco (Sands of Iwo Jima), regia di Allan Dwan (1949)
- The Invisible Monster, regia di Fred C. Brannon (1950)
- I Was a Communist from the F.B.I., regia di Gordon Douglas (1951)
- Starlift, regia di Roy Del Ruth (1951)
- Tamburi lontani (Distant Drums), regia di Raoul Walsh (1951)
- Perdono (This Woman Is Dangerous), regia di Felix E. Feist (1952)
- La croce di diamanti (Mara Maru), regia di Gordon Douglas (1952)
- Nevada Express (Carson City), regia di André De Toth (1952)
- Le frontiere dei Sioux (The Nebraskan), regia di Fred F. Sears (1953)
- La grande carovana (Jubilee Trail), regia di Joseph Kane (1954)
- Il principe coraggioso (Prince Valiant), regia di Henry Hathaway (1954)
- Gli sterminatori della prateria (The Black Dakotas), regia di Ray Nazarro (1954)
- 3 ore per uccidere (Three Hours to Kill), regia di Alfred L. Werker (1954)
- È nata una stella (A Star Is Born), regia di George Cukor (1954)
- Conta fino a 3 e prega! (Count Three and Pray), regia di George Sherman (1955)
- Artisti e modelle (Artists and Models), regia di Frank Tashlin (1955)
- La corriera fantasma (The Phantom Stagecoach), regia di Ray Nazarro (1957)
- Attack of the Mayan Mummy, regia di Rafael Portillo e Jerry Warren (1964) - film tv
- We Learn About the Telephone, regia di Jean Yarbrough (1965) - cortometraggio
- La città senza legge (Town Tamer), regia di Lesley Selander (1965)
- Git!, regia di Ellis Kadison (1965)
- The Cat, regia di Ellis Kadison (1966)
- Hillbillys in a Haunted House, regia di Jean Yarbrough (1967)
- Hell Raiders, regia di Larry Buchanan (1968) - film tv
- Obiettori di coscienza per ragioni sessuali (The Gay Deceivers), regia di Bruce Kessler (1969)
- Fair Play, regia di James A. Sullivan (1972) - film tv
- Beware! The Blob, regia di Larry Hagman (1972)
- Time Travelers, regia di Alexander Singer (1976) - film tv
- Mule Feathers, regia di Donald R. von Mizener (1977)

### Televisione
- Starlight Theatre - serie TV, 1 episodio (1950)
- The Web - serie TV, 3 episodi (1950-1952)
- Armstrong Circle Theatre - serie TV, 1 episodio (1952)
- Short Short Dramas - serie TV, 1 episodio (1952)
- Suspense - serie TV, 1 episodio (1952)
- Studio One - serie TV, 2 episodi (1950-1953)
- Broadway Television Theatre - serie TV, 2 episodi (1953)
- Stories of the Century - serie TV, 1 episodio (1954)
- Screen Directors Playhouse – serie TV, episodio 1x05 (1955)
- Letter to Loretta - serie TV, 1 episodio (1955)
- Le avventure di Jet Jackson (Captain Midnight) - serie TV, 39 episodi (1954-1956)
- The Millionaire - serie TV, 1 episodio (1957)
- Conflict – serie TV, episodio 1x16 (1957)
- The Ford Television Theatre - serie TV, 4 episodi (1953-1957)
- The Gale Storm Show: Oh, Susanna! - serie TV, 1 episodio (1957)
- Trackdown - serie TV, 2 episodi (1957-1958)
- Colt .45 - serie TV, 1 episodio (1958)
- Jefferson Drum - serie TV, 1 episodio (1958)
- Navy Log – serie TV, episodio 3x28 (1958)
- Indirizzo permanente (77 Sunset Strip) - serie TV, 1 episodio (1958)
- Behind Closed Doors - serie TV, 1 episodio (1958)
- Border Patrol - serie TV, 39 episodi (1959)
- Maverick - serie TV, 2 episodi (1957-1960)
- The Alaskans – serie TV, episodio 1x33 (1960)
- Surfside 6 – serie TV, episodio 1x16 (1961)
- My Sister Eileen - serie TV, 1 episodio (1961)
- Gli uomini della prateria (Rawhide) - serie TV, 2 episodi (1960-1961)
- Cheyenne - serie TV, 3 episodi (1960-1962)
- Saints and Sinners - serie TV, 1 episodio (1963)
- Death Valley Days - serie TV, 2 episodi (1963)
- Il fuggiasco (The Fugitive) - serie TV, 1 episodio (1963)
- Breaking Point - serie TV, 1 episodio (1964)
- Viaggio in fondo al mare (Voyage to the Bottom of the Sea) - serie TV, 1 episodio (1964)
- Perry Mason - serie TV, 2 episodi (1963-1965)
- Strega per amore (I Dream of Jeannie) - serie TV, 1 episodio (1965)
- Get Smart - serie TV, 1 episodio (1966)
- Branded - serie TV, 1 episodio (1966)
- Star Trek - serie TV, episodio 1x20 (1967)
- Gunsmoke - serie TV, 2 episodi (1966-1967)
- Lassie - serie TV, 2 episodio (1967-1968)
- Il grande teatro del West (The Guns of Will Sonnett) - serie TV, 1 episodio (1968)
- Medical Center - serie TV, 1 episodio (1969)
- Daniel Boone - serie TV, 3 episodi (1967-1969)
- Dove vai Bronson? (Then Came Bronson) - serie TV, 1 episodio (1970)
- Mod Squad, i ragazzi di Greer (The Mod Squad) - serie TV, 1 episodio (1970)
- La famiglia Smith (The Smith Family) - serie TV, 3 episodi (1971)
- Bearcats! - serie TV, 1 episodio (1971)
- L'uomo da sei milioni di dollari (The Six Million Dollar Man) - serie TV, 1 episodio (1974)
- The Wide World of Mystery - serie TV, 1 episodio (1975)
- Washington: Behind Closed Doors - serie TV, 1 episodio (1977)
- I giorni della nostra vita (Days of Our Lives) (1977)

## Doppiatori italiani
- Gianfranco Bellini in La porta d'oro
- Alberto Sordi ne Il tempo si è fermato
- Giorgio Capecchi ne La catene della colpa
- Giuseppe Rinaldi ne La notte ha mille occhi, Perdono, La croce di diamanti
- Stefano Sibaldi ne Tamburi lontani
- Pino Locchi ne È nata una stella